# Sentai
Sentai (戦隊 sentai) là từ tiếng Nhật, dịch theo nghĩa đen là "chiến đội", dùng để chỉ một biên chế đơn vị quân đội, thường là trong lực lượng không lực của cả Lục quân lẫn Hải quân Nhật Bản.

## Quân đội Đế quốc Nhật Bản
Biên chế sentai thường được xem là tương đương với cấp trung đoàn không quân. Tuy vậy, thuật ngữ này được dùng với biên chế hơi khác nhau giữa 2 quân chủng Lục quân và Hải quân. Trong ngôn ngữ tiếng Anh, biên chế sentai thường được xem là tương đương các biên chế "squadron", "task force", "group" hoặc "wing" trong Không quân. Thuật ngữ này cũng được xem tương đương với các biên chế "regiment" hoặc "flotilla" trong không lực Hải quân.
Trong Không lực Lục quân Đế quốc Nhật Bản, một Hikō Sentai　(飛行戦隊, phi hành chiến đội), gọi tắt là sentai, hợp thành từ 2-4 Chūtai (中隊, trung đội), tổng cộng có xấp xỉ từ 30 máy bay (loại ném bom) đến 45 máy bay (loại tiêm kích). Biên chế hợp thành từ 2 sentai trở lên là cấp Hikōdan (飛行團, phi hành đoàn). Trong giai đoạn cuối Thế chiến thứ hai, Lục quân Nhật bãi bỏ biên chế chūtai và chia sentai thành các đơn vị hợp thành là Hikōtai (飛行隊, phi hành đội), hay Kogekitai (攻撃隊, công kích đội), làm nhiệm vụ tác chiến và Seibutai (整備隊, chỉnh bị đội) làm nhiệm vụ bảo trì. Chỉ huy sentai (sentaichō, 戦隊長) thường là một sĩ quan cấp Trung tá.
Trong Không lực Hải quân Đế quốc Nhật Bản, một Kōkū Sentai (航空戦隊, hàng không chiến đội), gọi tắt là kōkūtai (航空隊, hàng không đội), hợp thành từ các hikōtai, tổng cộng có từ 24 đến 48 máy bay. Biên chế hợp thành từ các kōkūtai là KōKū Kantai(航空艦隊, hàng không hạm đội). Chỉ huy kōkūtai thường là một sĩ quan cấp Đại tá Hải quân.

## Super Sentai
Loạt phim Super Sentai (スーパー戦隊シリーズ Sūpā Sentai Shirīzu) thuộc thể loại tokusatsu của phim truyền hình. Sentai được dùng để chỉ  1 nhóm có 3 đến 7 siêu anh hùng và họ sử dụng các mecha.